# Суаньцай
Суаньцай (досл. «кислі овочі») — це традиційна китайська маринована китайська капуста (напа) або китайська гірчиця, яка використовується для різноманітних цілей. Суаньцай є унікальною формою пао цай завдяки використовуваним інгредієнтам і методу виробництва.

## Історія
У Китаї найдавніший запис про китайське традиційне виробництво суаньцай міститься в «Книзі од», що датується 11-7 століттями до нашої ери. У той період ферментовані овочі використовувалися як жертвоприношення в церемонії поклоніння предкам. У вірші Xin Nan Shan (信南山), є опис того, як стародавні китайці виробляли суаньцай, маринуючи гарбузи:
У VII столітті до нашої ери робітники, які будували Велику китайську стіну, харчувалися капустою та рисом. Щоб зберегти овочі взимку, до капусти почали додавати рисове вино, яке, у свою чергу, ферментувало капусту і робило їжу кислою.
Сільськогосподарська книга династії Північна Вей (386—534 рр. н. е.) Ch'i Min Yao Shu ілюструє детальну процедуру виробництва 18 видів суаньцай з використанням різних овочів. Деякі овочі звичайні, а в інші додають сіль. Це вказує на те, що суаньцай були загальновизнаними і широко їли китайці в той час.

## Виробництво

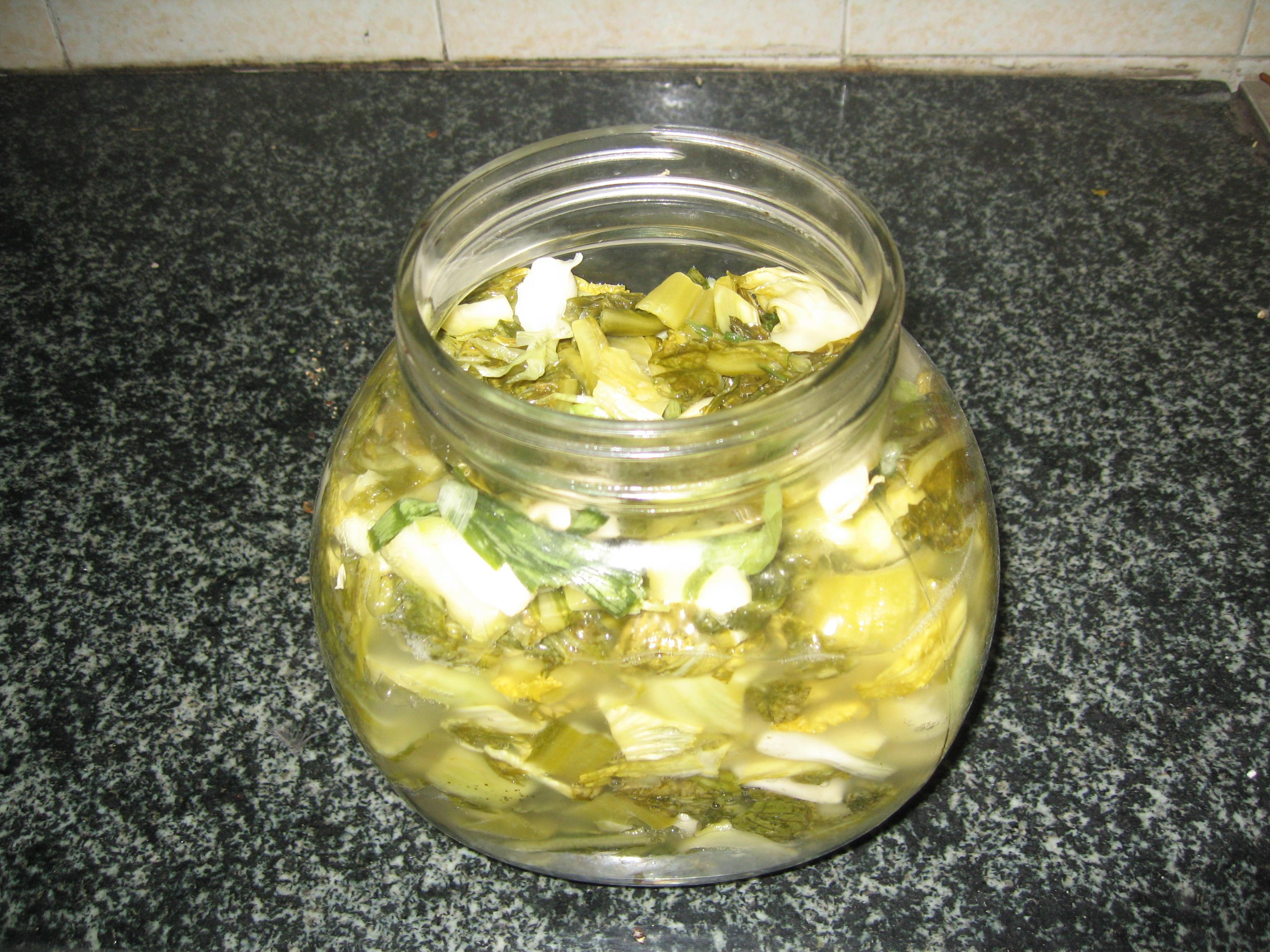
В'єтнамська dưa cải muối

У Китаї зустрічаються два різних види суаньцай:
1. Північний Китай використовував капусту напа як традиційний овоч на вибір.
2. У Південному та Західному Китаї використовують сорти китайської гірчиці з товстим стеблом (芥菜) сорт для виготовлення суаньцай.

Виробництво суаньцай відрізняється від інших пао цай тим, що овоч пресується. Це досягається шляхом розміщення ваги, наприклад великого каменя, на кришку контейнера, щоб пекінська капуста всередині контейнера повільно притискалася під час бродіння. Обробка овоча допомагає створити виразний смак.
Суаньцай часто використовується для приготування їжі з м'ясом, особливо зі свининою  для нейтралізації жиру в м'ясі.
Взимку капусту, змішану з сіллю, зберігають у банках і горнятках для бродіння. Процес бродіння триватиме близько місяця «при кімнатній температурі». Існує два основні методи спонтанної ферментації автохтонної мікробіоти — домашній і промисловий процеси. Під час ферментації суан цаї сіль відіграє важливу роль, впливаючи на ріст і метаболізм мікробів. Чим вище концентрація солі, тим краща якість і смак суан цаї.

## Поживні речовини
Додавання поживних речовин до suan cai може зменшити час бродіння та вміст нітритів у суаньцай, наприклад, Asp, Thr, Glu, Cys, Tyr, Mg2+, Mn2+ та інозин. За умови 10 °C (50 °F), час ферментації суаньцай скорочується на 5 днів порівняно з часом ферментації суаньцай без добавок, а вміст нітритів у суан кай, доданому цими поживними речовинами, був приблизно в 0,7 рази меншим, ніж у суаньцай без добавок.

## Регіональні варіанти

### Мусульманські регіони Китаю та Тайваню
У китайській ісламській кухні суаньцай може додаватися у супи з локшиною, особливо яловичий суп з локшиною.

### Хакка
У кухні хакка суаньцай (так званий соен чой мовою хакка) є основним продуктом, який використовується в багатьох стравах хакка, смаження з перемішуванням.

### Хунань
У Хунані суаньцай часто готують з імбиром і перцем чилі (типово для кухні Хунань).

### Гуандун і Гонконг
У кантонській кухні його подають у невеликому блюді, часто як закуску, і зазвичай безкоштовно. Іноді він може бути доступний в міні-контейнерах на обідньому столі. Існують також кантонські варіанти, такі як солоний суаньцай (鹹酸菜).

### Північно-східний Китай

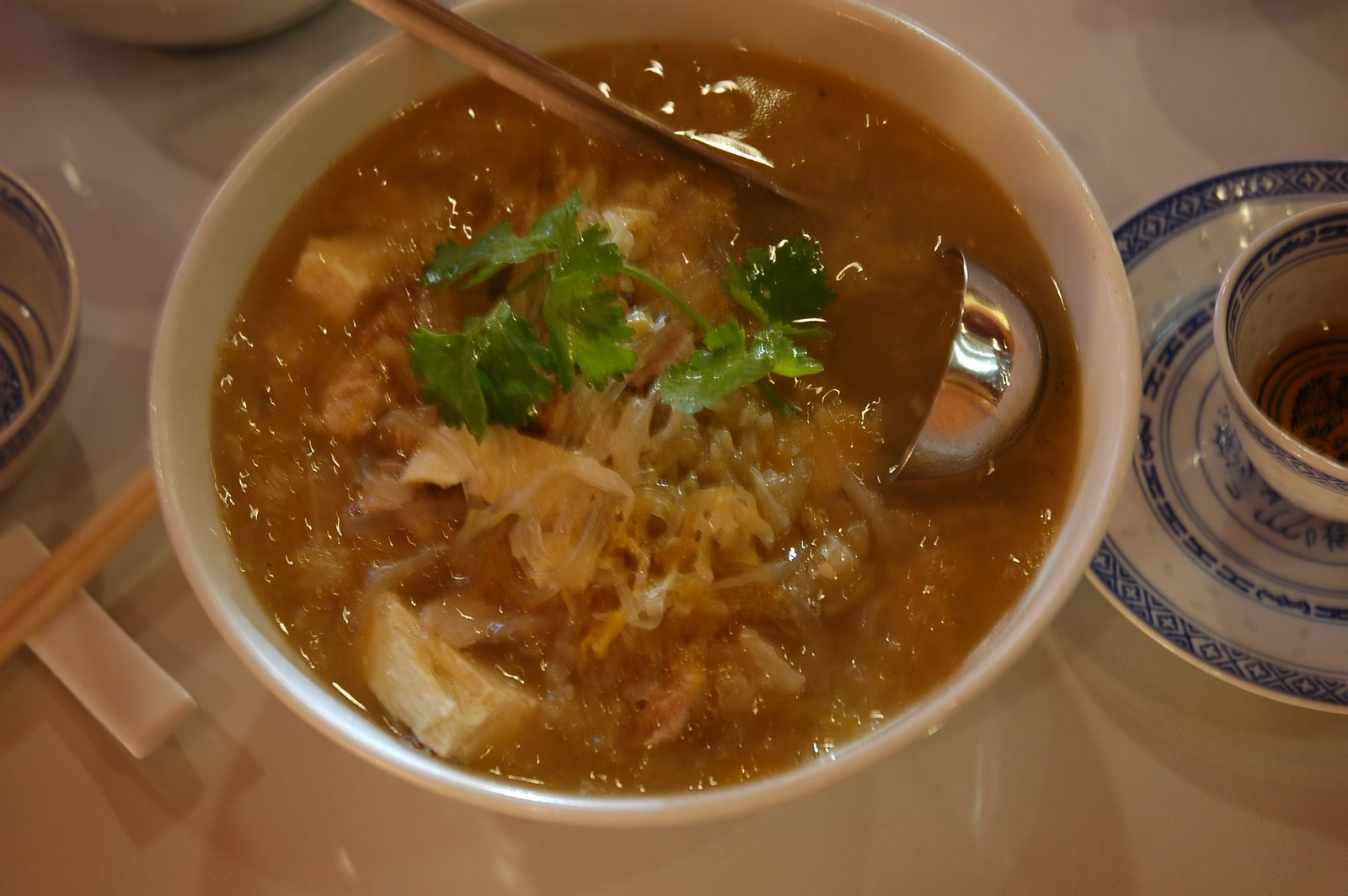
суаньцай, тушкований зі свининою і целофановою локшиною, дуже поширена страва в північно-східному Китаї

У північно-східній китайській кухні суаньцай готують з капусти Напа або простої капусти  і має смак, схожий на квашену капусту. У маньчжурській кухні його вживають з пельменями і відварюють, або смажать. Частіше суаньцай використовується для приготування рагу зі свинини.

### Гарячий горщик
У традиційному китайському способі приготування (гарячому горщику) він часто є одним із інгредієнтів.

### Сичуань
У сичуаньській кухні блюдо суаньцай подається в бульйоні.

### В Таїланді

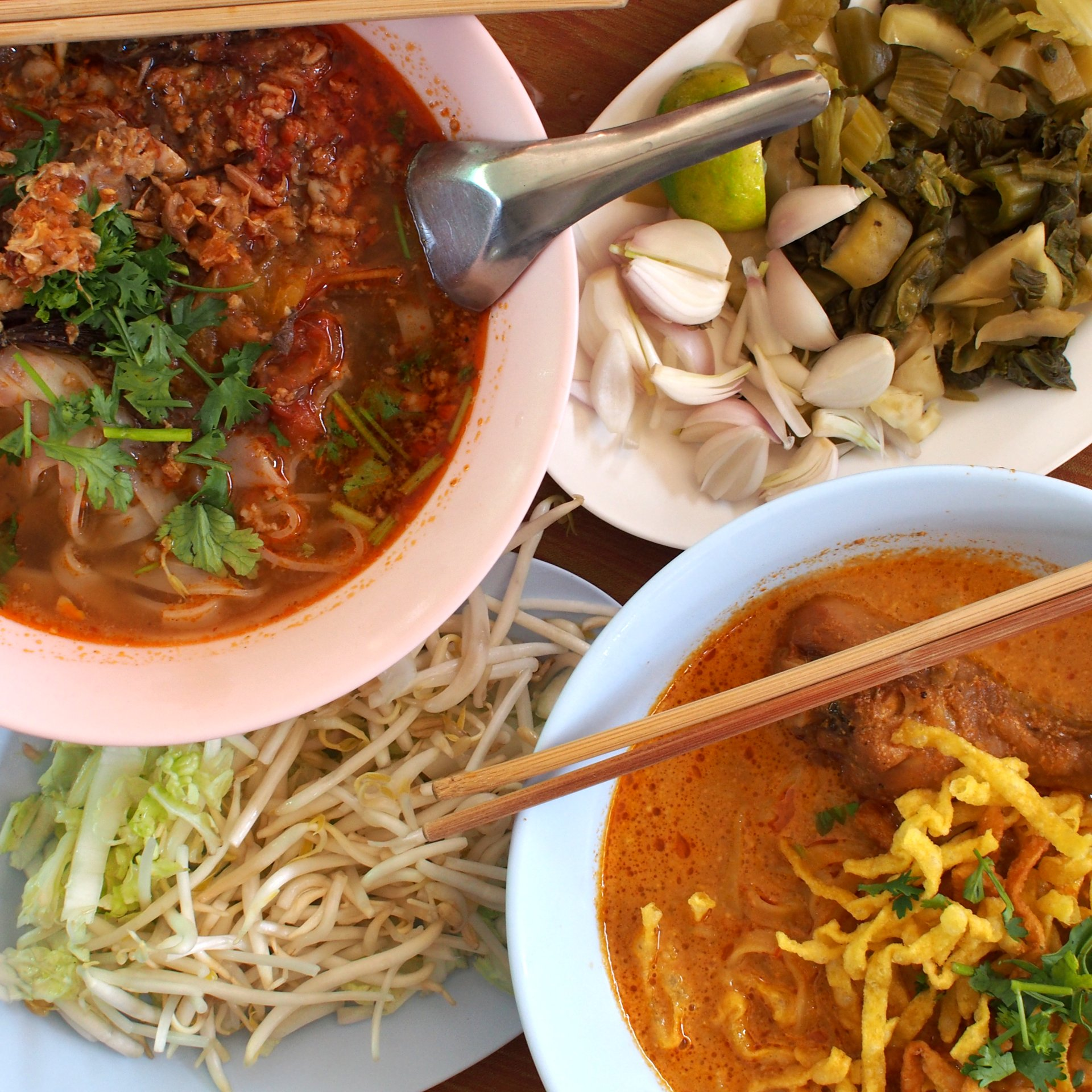
Два стилі кхао сої. Маринована капуста використовується як приправа до версії кхао сої з карі.

Суаньцай також є в тайській кухні, де він відомий як пхак кат донг (ผักกาดดอง). Його можна подавати як інгредієнт тайського салату або як приправу, як-от до кхао соі, північно-тайського супу з локшиною з карі. Подрібнений кислий лист і верхню частину стебла поєднують з омлетом у страві pak khat dong pat kai.

### У В'єтнамі

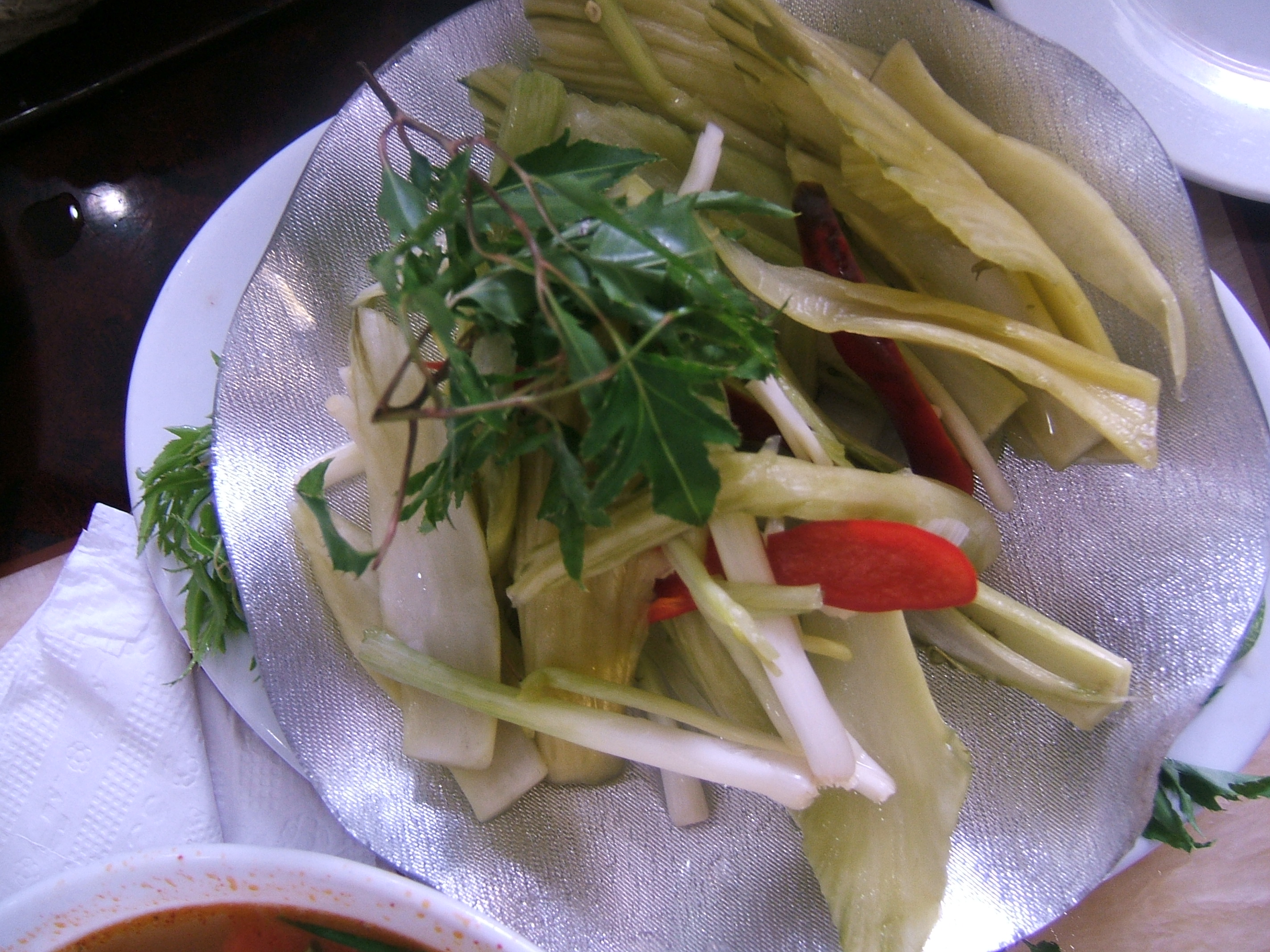
Тарілка dưa muối

Маринована гірчиця або dưa cải chua є традиційним продуктом у північній в'єтнамській кухні, де замість пекінської капусти використовується зелена гірчиця. Його використовують як гарнір або в таких стравах, як thịt kho dưa cải (тушкована свинина та маринована гірчиця), canh cải chua (кислий гірчичний суп) і cơm rang dưa bò (смажений рис з яловичиною та солоними огірками).

## Порівняння
Суаньцай схожий на квашену капусту, яка поширена в кухнях Центральної та Східної Європи.

## У масовій культурі
Популярний ситком і однойменна пісня, яка описує життя північно-східного Китаю під назвою Цуй Хуа Шан Суанцай (翠花, 上酸菜, досл. «Green Flower, serve the sour greens») дебютував у 2001 році, і фраза Цуй Хуа Шан Суанкай стала популярною крилатою фразою. Компанія в Китаї зареєструвала упакований суаньцай під брендом «Цуй Ху».